# WeAre8
WeAre8 é uma rede social criada por Sue Fennessy em 2022. A rede social nasceu dentro da startup 8 Enterprises Inc. na Inglaterra.
Ela também está disponível na Austrália (2022) e nos Estados Unidos (2023), com planos de expansão para a Nova Zelândia.

## Aplicativo
WeAre8 foi criada para concorrer diretamente com redes sociais como Twitter e Facebook, servindo como alternativa ao pagar os usuários por sua atenção. Ela paga os chamados 8Citizens a cada dois minutos através da chamada 8Wallet para verem anúncios e responder perguntas, em seguida oferece a opção de doação para a caridade ou depósito no PayPal. Ela se denomina como sendo a primeira rede social sustentável por ser a única que possui uma pegada de carbono negativa. A maior parte dos lucros da WeAre8 volta para o usuário (50%), é doado para a caridade (5%) ou depositado em um fundo da criadora (5%). A empresa afirma que a plataforma foi projetada para que o usuário a acesse por apenas 8 minutos ao dia.
Vídeos de bem-estar e crescimento pessoal são comuns na plataforma.

## Críticas
A Gizmodo Australia criticou o aplicativo por coletar os dados dos usuários como qualquer outra rede social.